# El fugitivo (novela)
El fugitivo (en inglés: The Running Man) es una novela de ciencia ficción escrita por Stephen King y publicada en 1982, bajo el seudónimo Richard Bachman. 
La novela transcurre en 2025 en un Estados Unidos distópico con un gobierno autoritario, donde la televisión es la única realidad. Un concurso televisivo, cuyo principal atractivo es la muerte de sus participantes, bate récords de audiencia. Ben Richard, padre de una niña enferma y sumido en la más profunda miseria, decide concursar atraído por los extraordinarios premios, aun a sabiendas de que no sobrevivirá. Sometido a una implacable persecución, se plantea un único objetivo: resistir tantos días como sea posible para aumentar el premio y asegurar la subsistencia de su familia. 
Fue incluida en The Bachman Books en 1985 y adaptada en una película con el mismo nombre en 1987, traducida en España como Perseguido y en Hispanoamérica como Carrera contra la muerte o El Sobreviviente en México. La película está protagonizada por Arnold Schwarzenegger como Richards, María Conchita Alonso, Jesse Ventura, Erland van Lidth, Jim Brown, y Richard Dawson.
La novela fue base para un videojuego en varias consolas.

## Historia

### Richard Bachman
El fugitivo es parte de The Bachman Books de Stephen King, una serie de libros publicados por King entre los años de 1977 y 1982 bajo el alias Richard Bachman. La serie incluye tres otras novelas que anteriormente publicó bajo Bachman: Rabia, La larga marcha, Carretera maldita y finalmente El fugitivo. De acuerdo a King, en The Importance of Being Bachman, la introducción de The Bachman Books, Richard Bachman fue creado para ser su alias a largo término, no sólo una identidad temporal. Aunque este era su objetivo, su nombre real fue finalmente filtrado a los medios, lo que enfadó a King. King basó después uno de sus trabajos, The Dark Half, en la revelación de su alias.

### Escritura del libro
De acuerdo con King en su memoria de 2002, en Mientras escribo, El fugitivo fue escrito en una semana. Comparado con sus 2.000 palabras, o diez páginas por día (King comentó que escribir una novela normalmente tomaría aproximadamente tres meses para completar el ritmo), King describió El fugitivo en The Importance of Being Bachman como "...un libro escrito por un hombre joven que estaba enfadado, energético, y obsesionado con el arte y la artesanía de escribir."
También en The Importance of Being Bachman, King describe al protagonista del libro, Ben Richards, como "escuálido" y "pre-tuberculoso". King también comentó que Arnold Schwarzenegger, que interpretó a Ben Richards en la adaptación al cine de El fugitivo, interpretó el personaje muy diferente de como lo escribió en el libro, diciendo que Richard (en el libro) era "...tan lejos del personaje de Arnold Schwarzenegger en la película como se puede ser."

## Resumen
La historia transcurre en un futuro cercano, con los Estados Unidos bajo un gobierno totalitario. El protagonista, Ben Richards, es un hombre pobre y en paro en el año 2025, que necesita dinero para comprar medicina a su hija Cathy, gravemente enferma. No quiere que su esposa Sheila continúe con el trabajo de calle para pagar las deudas, por lo que decide presentarse en la federación de concursos de la librevisión para participar en alguno de sus juegos. Los peligrosos concursos dan premios y dinero por hacer sufrir a la gente, llegándoles a costar a veces la vida. Por ejemplo, en el concurso Caminando hacia los billetes, las personas que sufren del corazón son puestas sobre una cinta transportadora que aumenta de velocidad con cada fallo, haciendo correr más y más al concursante. Otro concurso puede intuirse por su nombre: Bañe al cocodrilo. Pero el concurso más famoso de la librevisión es uno llamado El Fugitivo, donde acaban las personas más inteligentes y problemáticas para el gobierno que se presentan para concursar. En ese programa se intentará dar caza al concursante, quien será puesto en libertad con algo de dinero y debe escapar de los cazadores y de toda la sociedad. Cuanto más tiempo ande suelto, más le pagarán (100 dólares nuevos por hora). Si no lo capturan en un mes, habrá ganado el concurso (mil millones de dólares nuevos). De lo contrario, si lo capturan, lo matarán, aunque el dinero que lleve acumulado igualmente será para la familia del concursante. También gana 100 dólares adicionales por cada oficial o cazador que el concursante mate.
Finalmente, tras unas duras y degradantes pruebas de selección y reconocimientos médicos, tanto físicos como psicológicos, seleccionan a Ben Richards para el programa El Fugitivo junto con otros dos concursantes. Es presentado ante el público como un delincuente sin escrúpulos y, cuando comienza el juego, es soltado a la calle tras haberle dado un adelanto a su familia de 4.800 dólares nuevos en efectivo y una ventaja de 12 horas para empezar a huir. Comienza la huida para Ben, quien tendrá que enviar cada día dos pequeñas cintas de vídeo grabadas al concurso por día para poder seguir jugando; si no envía alguna cinta, no cobrará el dinero ganado, pero la búsqueda para acabar con él tampoco cesará. Ben puede moverse por cualquier parte del mundo para esconderse, situación que se le complica al descubrir que el concurso utiliza información de correos cuando él envía sus cintas para localizarle. 
Nadie ha conseguido ganar hasta ahora el gran premio del concurso, porque se les dio caza en poco tiempo. Tras algún día como fugitivo, ya en Boston, se percata de que le persiguen y consigue escapar por las alcantarillas del sótano de un local de YMCA. En el intento acabará inconscientemente con cinco oficiales de policía, lo que le suma 500 dólares. Gracias a un chico negro, Stacey, logra ocultarse en un gueto de la ciudad, donde conocerá al hermano del muchacho, Bradley, quien le llevará a su casa y le ayudará a escapar de la ciudad, donde le habían acorralado. Bradley le descubre un plan del gobierno en el que asegura que les distraen ofreciéndoles televisión gratis (la librevisión) mientras envenenan el aire con la contaminación de las fábricas y, debido a ello, muere cada vez más gente de problemas respiratorios y cáncer de pulmón (en los partes de fallecimiento, los oficiales alegan que la muerte ha sido causa del "asma").
Richards logra salir a Manchester gracias a Bradley, quien, además, ha ideado un sistema en el que Ben le enviará las cintas por correo a él y luego él las enviará por correos al programa desde Boston, para que los dirigentes del concurso sigan creyendo que el fugitivo se encuentra en dicha ciudad. En Portland, Maine, es herido por un policía. Cuando se da cuenta de que no le dará tiempo a enviar sus cintas, ha de enviarlas directamente por correo. Requisa un coche y se lleva a una rehén llamada Amelia hacia el aeropuerto. Richards logra que los policías le dejen entrar en el aeropuerto, con el pretexto de que lleva Negra Irlandesa (un tipo de explosivo) en el bolsillo. En el aeropuerto, intenta manejar al líder de los cazadores y lo ocupa como protección. Tras comunicarse con Killian, el directivo, y darse cuenta de que han descubierto que no lleva explosivos, es informado de que su esposa e hija fueron brutalmente asesinadas hace diez días, incluso antes de que hicieran su presentación en el concurso. En un impulso dentro del avión, mata a toda la tripulación que mantenía al mismo, salvo a Amelia, y resulta herido de muerte. Con las fuerzas que le quedan a Richards, apaga el piloto automático del avión y lo fija en un punto: la sede de los concursos de televisión.

## Historia de publicación
- ISBN 978-0-606-03907-9 (1982)
- ISBN 978-0-451-19796-2 (1999)
- ISBN 978-2-277-22694-9
- ISBN 0-451-15122-4